# Тёрнер, Тина (автогонщица)
О певице см. статью Тина Тёрнер.
Мария Кристина «Тина» Тёрнер (швед. Maria Christina «Tina» Thörner; род. 24 февраля 1966, Сефле, Вермланд) — шведский раллийный штурман.

## Биография
Тина Тёрнер с детства мечтала стать автогонщиком, что ввиду её пола воспринималось окружающими скептически. В 1984 году она впервые проехала гонку штурманом, когда её другу понадобился партнёр на ралли. Через пару лет Тина начала участвовать в WRC, где в 1990-х годах ездила на постоянной основе. В 1999 году Тёрнер проехала Ралли Дакар, где вместе с Юттой Кляйншмидт они стали первыми женщинами, победившими на этапе и добравшимися до подиума общего зачёта. В 2002 году шведка закончила выступления в классическом чемпионате мира по ралли, продолжая участвовать в ралли-рейдах, где одержала несколько побед. Среди её пилотов были многие именитые гонщики, такие как Ари Ватанен и Нассер аль-Аттия. В декабре 2009 года Тёрнер стала менеджером новой команды «Pewano», которая через 2 года собирается участвовать в Ралли Дакар на спортпрототипах Volvo XC60; сама Тина займёт место штурмана одной из машин.
Кроме участия в гонках Тёрнер активна в других областях. Она ведёт тренировки, участвует в антинаркотических кампаниях, читает лекции по мотивации, снимается в телешоу. С 1997 по 2007 год она встречалась с чемпионом DTM Маттиасом Экстрёмом (который моложе её на 12 лет), хотя они редко участвовали в гонках на одной машине.